# Trojden I.

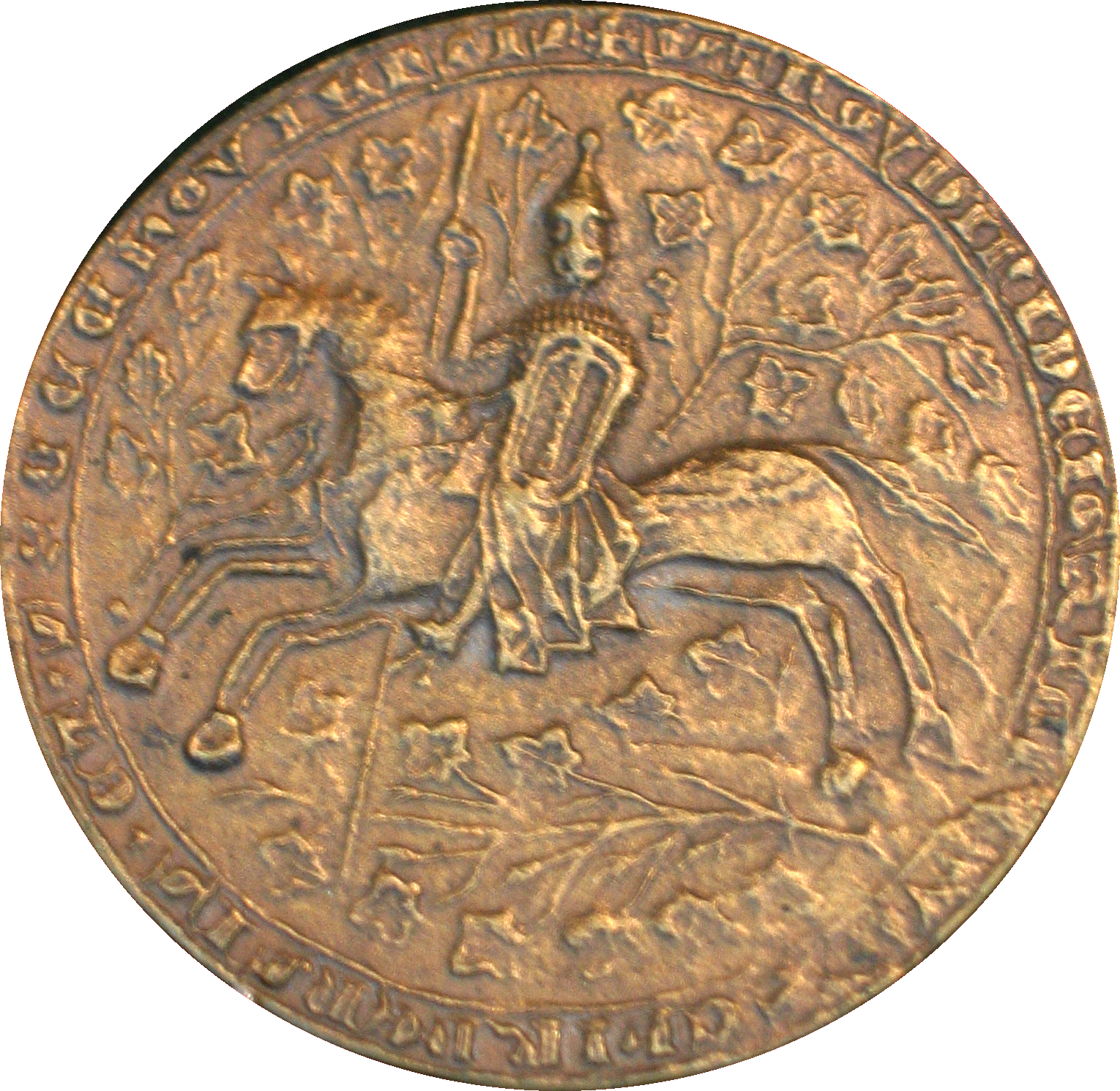
Siegel

Trojden I. (poln. Trojden I.; * zwischen 1284 und 1286; † 13. März 1341) war ein Herzog in Masowien, ab 1310 Herzog von Czersk, ab 1313 Herzog von Warschau und Liw sowie ab 1336 in Płock. Er entstammte dem Adelsgeschlecht der masowischen Piasten.

## Leben
Trojden war der Sohn von Herzog Boleslaus II. († 1313) und der litauischen Adeligen Gaudemunda Zofia. Bereits zu Lebzeiten seines Vaters erhielt er das Teilherzogtum Czersk und nach dessen Tod auch Warschau und Liw und somit das ganze südöstliche Masowien. Er heiratete vor 1310 Maria von Galizien aus der ruthenischen Dynastie der Rurikiden. 1326 verbündete er sich in Strasburg zusammen mit Siemowit II. und Wacław von Płock mit dem Deutschen Orden gegen den polnischen König Władysław I. Später wechselte er mehrmals die Seiten. Nach seinem Tod wurde er in der Dominikanerkirche in Warka begraben. 

## Ehe und Familie
Herzog Trojden war mit Maria von Galizien verheiratet. Mit ihr hatte er die Kinder Bolesław Georg II., Siemowit III., Kasimir I. und Euphemia, die Ehefrau von Kasimir I. von Teschen. Nach seinem Tod wurde er in der Dominikanerkirche in Warka begraben, 1859 in die Franziskanerkirche im gleichen Ort umgebettet.